# Helmut Witte (oficer marynarki)
Helmut Witte (ur. 6 kwietnia 1915 Bojendorf w Szlezwiku-Holsztynie, zm. 3 października 2005 w Duisburgu) – niemiecki oficer Kriegsmarine podczas II wojny światowej, komandor podporucznik. Był dowódcą U-159.

## Życiorys
Wstąpił do Reichsmarine w kwietniu 1934 roku, służąc na lekkim krążowniku „Köln” i niszczycielu Z22 Anton Schmitt. W lipcu 1940 roku przeniósł się z okrętów nadwodnych do U-Bootwaffe. Po odbyciu szkolenia został oficerem na U-107 dowodzonym przez kptlt.  Güntera Hesslera. Zanim opuścił ten okręt, uczestniczył w najbardziej udanym patrolu bojowym wojny, podczas którego U-107 zatopił 14 statków.
W październiku 1941 roku został dowódcą U-159. Podczas drugiego patrolu bojowego prowadził działania na wodach opodal wybrzeży Panamy. W 1942 roku jego okręt należał do grupy Eisibär działającej w pobliżu Kapsztadu. Podczas czterech patroli zatopił 23 statki (119 684 BRT). Od 1943 roku aż do zakończenia wojny, pełnił na rozmaitych stanowiskach służbę sztabową.
Po wojnie przebywał przez dwa miesiące w niewoli brytyjskiej.

## Awanse
- 8 kwietnia 1934 – Offiziersanwärter[1]
- 26 września 1934 – kadet (Seekadett)[1]
- 15 lipca 1935 – chorąży marynarki (Fähnrich zur See)[1]
- 1 stycznia 1937 – starszy chorąży marynarki (Oberfähnrich zur See)[1]
- 1 kwietnia 1937 – podporucznik marynarki (Leutnant zur See)[1]
- 1 kwietnia 1939 – porucznik marynarki (Oberleutnant zur See)[1]
- 1 września 1941 – kapitan marynarki (Kapitänleutnant)[1]
- 20 kwietnia 1945 – komandor podporucznik (Korvettenkapitän)[1]

## Odznaczenia
- Krzyż Hiszpanii brązowy bez mieczy (6 czerwca 1939)[1]
- Krzyż Zasługi Wojennej
  - II klasa
- Krzyż Żelazny[1]
  - II klasa
- Krzyż Rycerski (10 lipca 1942)[1]
  - I klasa
- Order Zasługi Republiki Federalnej Niemiec (10 grudnia 1980)[2]